# Mário de Andrade
Mário Raul de Morais Andrade (São Paulo, 9 d'octubre del 1893 - 25 de febrer de 1945) va ser un poeta, novel·lista, assagista i musicòleg brasiler.
Va ser un dels membres fundadors del Modernisme brasiler. Cal tenir en compte que en les literatures lusòfones, el modernisme es correspon amb el que en les literatures de llengua espanyola es denomina avantguardisme. El 1922 va participar activament en la Setmana d'Art Modern de São Paulo, que va tenir una gran influència en la renovació de la literatura i de les arts al Brasil. El seu segon llibre de poesia, Paulicéia desvairada, publicat aquell mateix any, marca per a molts l'inici de la poesia modernista brasilera.
Durant els anys 20 va continuar la seva carrera literària, alhora que exercia també la crítica musical i d'arts plàstiques en la premsa escrita. El 1928 va publicar la seva novel·la més reconeguda, Macunaíma, considerada una de les obres cabdals de la narrativa brasilera del segle xx.

## Biografia

### Anys de formació
Andrade va néixer a São Paulo, ciutat en la qual va viure durant pràcticament tota la seva vida, en el número 320 de la Rua Aurora, on residien els seus pares: Carlos Augusto de Moraes Andrade i Maria Luísa Leite Moraes Andrade. En la seva infància va ser considerat un nen prodigi com a pianista. Al mateix temps, estudiava història, art i, especialment, poesia. Tenia un sòlid domini de la llengua francesa, i va llegir durant la seva infància Rimbaud i els principals poetes simbolistes francesos. Encara que va escriure poesia de molt jove (el seu primer poema data de 1904), la seva primera vocació va ser la música, i el 1911 es va matricular en el Conservatori de São Paulo.
El 1913 el seu germà Renato, que tenia llavors catorze anys, va morir a conseqüència d'un cop rebut mentre jugava a futbol, la qual cosa va causar a Mário una profunda commoció. Va abandonar el conservatori i es va retirar a la hisenda familiar d'Araquara. Aquest incident va significar el final de la seva projectada carrera com concertista de piano, ja que li va produir un tremolor en les mans que en endavant li va impedir tocar. Per això, va decidir convertir-se en professor de música, al mateix temps que començava a prendre un interès més seriós per la literatura. El 1917, any que va concloure els seus estudis de piano, va publicar el seu primer llibre de poemes, Há uma gota de sangue em cada poema, amb el pseudònim de Mário Sobral. L'obra conté ja indicis de la creixent sensibilitat de l'autor cap als trets distintius de la identitat brasilera, però, com ocorre amb la major part de la poesia brasilera de l'època, no destaca per la seva originalitat: és evident el seu deute amb la poesia europea de l'època, particularment francesa.
Després de la publicació del seu primer llibre de poemes, Andrade va decidir ampliar l'àmbit de la seva escriptura. Va deixar São Paulo para viatjar al camp, i va iniciar una activitat que continuaria durant la resta de la seva vida: la meticulosa documentació sobre la història i cultura (sobretot la música) de l'interior de Brasil, tant a l'estat de São Paulo i a Mines Gerais, que li va interessar profundament pel seu art barroc d'època colonial, com en les àrees més agrestes del nord-est del país. Va publicar assajos en revistes de São Paulo, que de vegades il·lustrava amb fotografies de la seva autoria, i va anar, sobretot, acumulant informació sobre la vida i el folklore brasilers. Al mateix temps que emprenia aquests viatges d'investigació, Andrade impartia classe de piano en el Conservatori, i el 1921 es va convertir en professor d'Història de l'Art d'aquesta institució.

### El Grupo dos Cinco i La Setmana d'Art Modern
Per la mateixa època que Andrade portava a terme els seus intensos treballs com investigador del folklore brasiler, va fer amistat amb un grup de joves artistes i escriptors de São Paulo que, com ell, estaven interessats pel naixent modernisme europeu. Alguns d'ells s'integrarien més endavant en l'anomenat Grupo dos Cinco: el mateix Andrade, els poetes Oswald de Andrade (sense cap relació de parentiu amb Mário de Andrade, a pesar de la coincidència dels cognoms) i Menotti del Picchia, i les pintores Tarsila do Amaral i Anita Malfatti. Malfatti havia visitat Europa en els anys previs a la Primera Guerra Mundial, i havia estat la introductora de l'expressionisme al Brasil.
El 1922, mentre preparava la publicació de Paulicéia desvairada, Andrade va col·laborar amb Malfatti i Oswald de Andrade en l'organització d'un esdeveniment que tenia com propòsit difondre les creacions del grup modernista de São Paulo entre un públic més ampli: la Semana de Arte Moderna ("Setmana d'Art Modern"), que es va desenvolupar en el Teatre Municipal de la ciutat entre els dies 11 i 18 de febrer. A més d'una exposició de quadres de Malfatti i altres artistes vinculats al modernisme, durant aquestes jornades es van portar a terme lectures literàries i conferències sobre art, música i literatura. Andrade va ser l'organitzador principal i un dels més actius participants en l'esdeveniment, que, encara que va ser inicialment saludat amb escepticisme, va congregar a un nombrós públic. Andrade mateix va impartir diverses conferències. Una d'elles seria possiblement el germen d'un text programàtic que publicaria el 1925, amb el títol de Escrava que não é Isaura.
Els membres del Grupo dos Cinco van continuar treballant junts durant la dècada de 1920, durant la qual la seva reputació va créixer i l'hostilitat cap a les seves innovacions va anar gradualment disminuint. Mário de Andrade va col·laborar, per exemple, en la Revista de Antropofagia, fundada per Oswald de Andrade el 1928 com a resultat del Moviment Antropofàgic. Mário i Oswald de Andrade van ser els principals impulsors del moviment modernista brasiler. Segons Paulo Mendes de Almeida, que va ser amic d'ambdós:
| « | Aquests dos tipus tan diversos d'intel·lectual es complementaven admirablement. Mário era rumiant. Desconfiava del fàcil i fins i tot de la mateixa facilitat. Era home de pensar i de repensar. A ell, doncs, s'adequava, perfectament, el paper de teoritzador documentat. Oswald, per contra, es lliurava a les primeres idees, quan encara eren més pròpiament sensacions o sentiments que idees. […] I van ser així ells, l'element de cohesió de tot el grup, al qual transmetien audàcia, seguretat i entusiasme. | » |

No obstant això, a l'any següent, els dos poetes es van enemistar, cosa que va suposar la ruptura del Grupo dos Cinco. De les estelles del grup original van sorgir no obstant això grups nous. De fet, gran part dels moviments vinculats al modernisme brasiler tenen el seu origen en la Setmana d'Art Modern.

### Últims anys
Quan, el 1930, Getúlio Vargas es va convertir en dictador, Andrade, que pertanyia a la classe terratinent, va veure declinar les seves perspectives laborals. Va assolir conservar el seu lloc en el Conservatori, on era catedràtic d'Estètica i Història de la Música, i va continuar investigant la música folklòrica: durant la dècada de 1930 va reunir una ingent col·lecció d'enregistraments de camp de cançons i altres formes musicals.

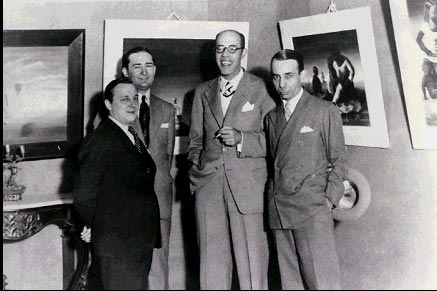
D'esquerra a dreta: Candido Portinari, Antônio Bento, Mário de Andrade i Rodrigo Melo Franco de Andrade. Rio de Janeiro, 1936.

El 1935, durant una època inestable del govern de Vargas, va organitzar, al costat de l'escriptor i arqueòleg Paulo Duarte un Departament de Cultura unificat per a la ciutat de São Paulo (Departament de Cultura i Recreaço da Prefeitura Municipal de São Paulo), del que el mateix Andrade es va convertir en director. El Departament de Cultura tenia com finalitat declarada, segons la seva acta de fundació, "conquistar i divulgar per a tot el país la cultura brasilera". L'àmbit de competències del recent creat Departament de Cultura era bastant ampli: supervisava la investigació cultural i demogràfica, estava encarregat de la construcció de parcs i llocs d'esbarjo i comptava amb una important secció de publicacions. Andrade va exercir el seu càrrec amb l'ambició que el caracteritzava, utilitzant-lo per a ampliar el seu treball sobre folklore i música popular, al mateix temps que organitzava nombroses representacions, conferències i exposicions. Va traslladar la seva col·lecció d'enregistraments al Departament de Cultura. Acréixer la col·lecció es va convertir en una de les principals funcions del Departament, sota la supervisió d'una antiga alumna d'Andrade, Oneyda Alvarenga. Els fons discogràfics, denominats Discoteca Municipal, eren "possiblement els millors i millor organitzats de tot l'hemisferi".
En el marc del Departament de Cultura va realitzar les seves primeres investigacions l'antropòleg Claude Lévi-Strauss, llavors professor visitant en la Universitat de São Paulo. Un altre dels seus grans assoliments va ser l'anomenada Missió de Recerques Folklòriques (Missão de Pesquísas Folclóricas), que el 1938 va visitar més de trenta localitats en sis estats brasilers diferents a la recerca de material etnogràfic, especialment pel que concerneix la música. La missió hagué d'interrompre's, no obstant això, quan, el 1938, poc després que Vargas instaurés el règim conegut com a Estat Novo, Andrade va dimitir del seu càrrec en el Departament de Cultura.
Després de la seva dimissió, Andrade es va traslladar a Rio de Janeiro per a prendre possessió d'un nou càrrec a la Universitat Federal. Durant la seva permanència en la universitat, va dirigir el Congresso da Língua Nacional Cantada (Congrés de Llengua Nacional Cantada), important esdeveniment sobre folklore i música folklòrica. El 1941 va tornar a São Paulo i va recuperar el seu antic lloc en el Departament de Cultura, encara que no va treballar amb la mateixa intensitat que abans en l'organització de les seves activitats.
Andrade va morir a la seva residència de São Paulo a causa d'un infart de miocardi, el 25 de febrer del 1945, quan tenia 52 anys. Donades les seves diferències amb el règim, no va haver una reacció oficial significativa davant la seva defunció. Amb la seva mort es va acabar el modernisme brasiler. Deu anys després, no obstant això, quan es van publicar, el 1955, els seus Poesies completes, ja mort Vargas, va començar la consagració d'Andrade com una de les principals personalitats culturals de Brasil. El 1960 se li va donar el seu nom a la Biblioteca Municipal de São Paulo.

## La poesia
Com poeta, Mário de Andrade és considerat un dels fundadors del modernisme brasiler. Encara que ja el 1917 havia publicat el seu primer llibre de poemes, Há uma gota de sangue en cada poema, aquesta obra, d'influència parnassiana i d'intenció pacifista, no va suposar una ruptura amb la poesia anterior. Caldria esperar al seu segon llibre, Paulicéia desvairada, perquè prengués forma la nova estètica modernista.

### Paulicéia desvairada
Jack E. Tomlins, traductor a l'anglès del segon llibre d'Andrade, relata en la seva introducció a la citada obra els esdeveniments que van precedir l'escriptura del segon llibre d'Andrade. El 1920 el poeta acabava de conèixer a l'escultor modernista Victor Brecheret, i havia adquirit una escultura seva, titulada "Busto de Cristo", en la qual el fundador del cristianisme era representat com un brasiler amb trenes. A la família d'Andrade li va molestar aquesta obra, la qual cosa va desconcertar al poeta, que es va retirar a la seva habitació. Més tard recordaria, en una conferència, que, encara "delirant", va treure el cap pel balcó i "va mirar a la plaça de baix sense veure-la realment".
| « | Sorolls, llums, l'ingenu bromejar dels taxistes: tot això surava davant meu. Estava aparentment tranquil i pensava en no-res en particular. No sé què se'm va ocórrer de cop i volta. Vaig anar al meu escriptori, vaig obrir un quadern, i vaig escriure un títol que mai abans se m'havia passat pel cap: Paulicéia Desvairada | » |

Mantenint aquest títol, que en català podria traduir-se, segons José María Valverde, per "Sanpaulada desvariada", Andrade va treballar en el seu nou llibre durant els dos anys següents. Aviat va produir un "càntic bàrbar", com ell mateix ho va denominar en una conferència, i a poc a poc va ser reduint-lo fins que es va quedar en la meitat de la seva extensió original.
Aquests poemes eren enterament diferents de la seva obra anterior, més formal i abstracta. Els versos, de molt diferent extensió i estructura sintàctica, consistien fonamentalment en una sèrie de descripcions impressionistes i fragmentàries, en les quals s'intercalaven, com si s'escoltessin per casualitat, fragments de discurs en el dialecte de São Paulo. El jo líric d'aquests poemes sovint sembla aclaparat pel laberint de diàlegs que constantment li interromp, com en el poema "Colloque Sentimental".

### Poesia posterior
El següent llibre de poemes d'Andrade, Losango cáqui (publicat el 1926, però escrit el 1922), continua en la mateixa línia que la seva obra anterior. En Clá do jabuti (1927) i Remate de males (1930), fa un ampli ús de les seves investigacions etnogràfiques. A partir de 1930, coincidint amb la Revolució del 1930, la seva obra poètica canvia de rumb. Part de la seva obra posterior, com Poesía (1942), evoluciona cap a un to més intimista i reflexiu, al mateix temps que manté una altra línia de denúncia política i social, amb obres com O carro da miséria i Lira paulistana (1946).
A aquesta última obra pertany un llarg poema titulat "Meditação Sôbre o Tietê", una obra densa i complexa, que va ser desestimada pels seus primers crítics per considerar-la "mancada de significat", encara que la crítica recent sobre el poema es manifesta en termes bastant més falaguers. David T. Haberly l'ha comparat amb el poema Paterson de William Carlos Williams, un poema èpic inacabat amb una construcció summament complexa.
La Meditação és un poema sobre la ciutat: se centra en el riu Tietê, que travessa São Paulo. El poema és al mateix temps una summa de la trajectòria poètica d'Andrade, en diàleg amb altres poemes escrits molt abans, i un poema d'amor al riu i a la mateixa ciutat.

## Obres (selecció)
| - Há uma gota de sangue em cada poema (1917) - Paulicéia desvairada (1922) - Losango cáqui (1926) - Clã do jabuti (1927) - Remate de males (1930) - Poesías (1941) Edició pòstuma - Lira paulistana (1946) - O carro da miséria (1946) - Poesías completas (1955) - Primeiro andar (1926) - Belasarte (1934) - Os filhos da Candinha (1943) Edició pòstuma - Contos novos (1947) | - A escrava que não é Isaura (1925) - Ensaio sobre música brasileira (1928) - Compêndio de História de Música (1929) - O Aleijadinho de Álvares de Azevedo (1935) - Lasar Segall (1935) - O Movimento Modernista (1942) - O baile das quatro artes (1943) - O empalhador de passarinhos (1944) Edició pòstuma: - Ensaio sobre a música brasileira (1962) [edición aumentada]. - O banquete (1978) - Amar, Verbo Intransitivo (1927) - Macunaíma (1928) Edició pòstuma - O turista aprendiz (1977) |

### Traduccions al castellà
- Música del Brasil. Buenos Aires: Schapire, 1944.
- Macunaíma. Barcelona: Seix Barral, 1977.
- Obra escogida : novela - cuento - ensayo - epistolario. Caracas: Biblioteca Ayacucho, 1979.
- Amar, verbo intransitivo: idilio. Caracas: Monte Ávila, 1982.
- Macunaíma. Barcelona: Octaedro, 2004.